# Audibert et Lavirotte
Pour les articles homonymes, voir Audibert et Lavirotte.
Audibert et Lavirotte est un constructeur automobile lyonnais de 1894 à 1901.

## Historique

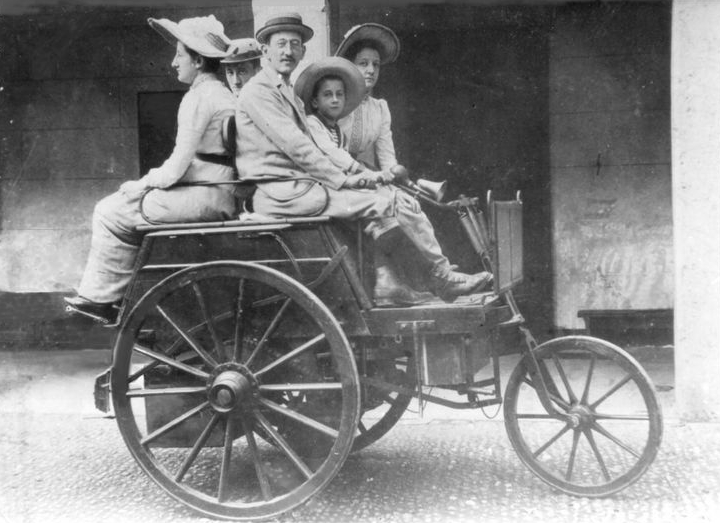
Audibert et Lavirotte, 1894 : tricycle à pétrole.

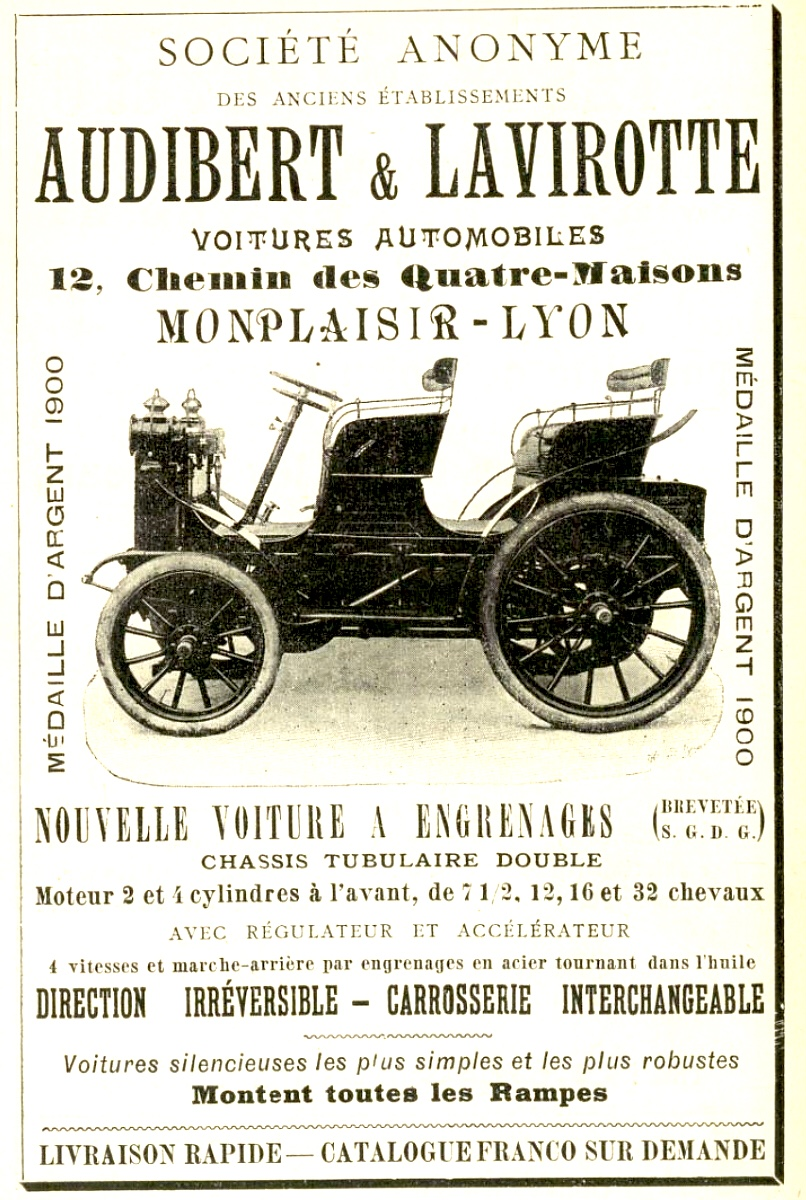
Audibert et Lavirotte, 1901.

En 1894, Maurice Audibert (1867-1931) fils d'un négociant en soierie et Émile Lavirotte (1870-1944) fils d'un notaire, réunirent leurs compétences pour construire des automobiles. Leur entreprise fut la première à Lyon à atteindre une taille industrielle. 250 à 300 voitures ont été fabriquées dans leurs ateliers situés dans le quartier de Monplaisir,.
Cependant, après huit années de succès et de croissance, le constructeur dut cesser ses activités en raison du retrait des investisseurs, qui ne croyaient pas en l'avenir de l'automobile.

### Les débuts de l'automobile
L'entreprise Audibert et Lavirotte vécut les années les plus créatives des débuts de l'automobile. Cette période de transition commença avec les prototypes monoplaces à trois ou quatre roues et se termina avec les premières voitures d'architecture classique.

### Participations aux salons

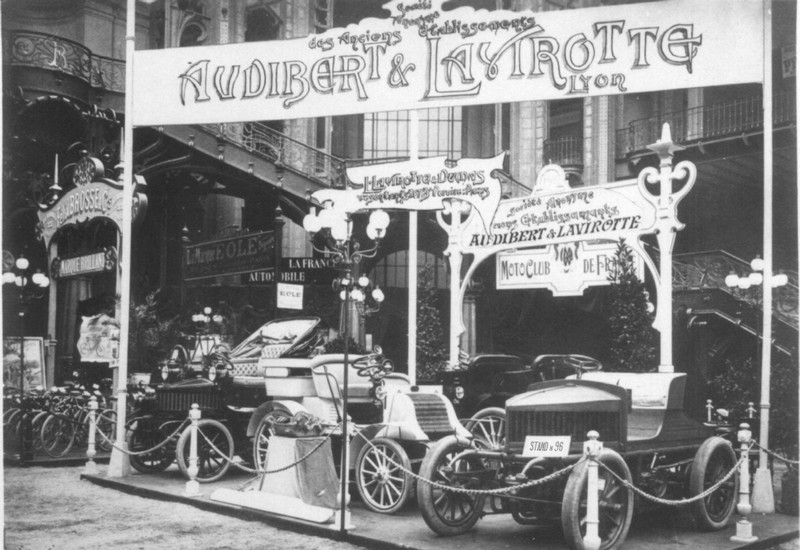
Stand Audibert et Lavirotte au premier Salon de l'Automobile.

Jugées élégantes et fiables, les Audibert et Lavirotte reçurent un excellent accueil commercial.
En décembre 1896, Audibert et Lavirotte présente six voitures au 4e salon du cycle et de l'automobile.
En juin 1898, Audibert et Lavirotte présente cinq voitures lors de la première exposition internationale d'automobiles des Tuileries organisée par l'Automobile Club de France, récemment créé par le marquis Jules-Albert de Dion.
En décembre 1898, le constructeur est présent au 6e Salon du Cycle et de l'Automobile.
Pendant l'Exposition universelle de 1900, Audibert et Lavirotte présente une voiture ayant participé à une course et obtient une médaille d'argent pour l'ensemble de sa production.
En janvier 1901, au premier salon de l'automobile qui se déroule au Grand Palais récemment inauguré pour l'exposition universelle de 1900, Audibert et Lavirotte présente quatre voitures sur son stand.

### Presse et publicité
Dans les journaux spécialisés comme La France automobile, Le Journal de géographie, Le chauffeur ou la vie au grand air, des articles souvent dithyrambiques contribuèrent à la notoriété des Audibert et Lavirotte. C'est le constructeur qui réalise en 1896 l'une des premières publicités murales pour l'automobile.

### Courses

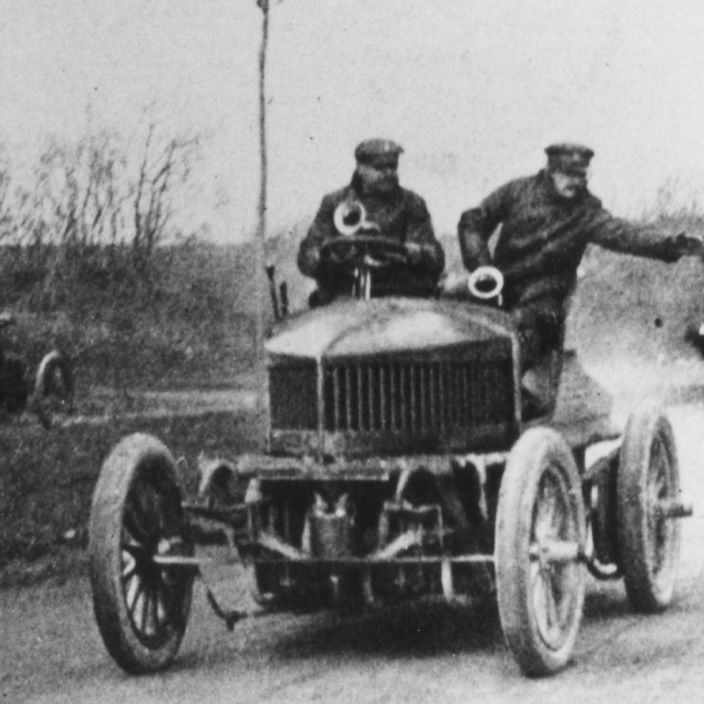
Une Audibert et Lavirotte en course.

De 1898 à 1901 le constructeur Audibert et Lavirotte participe à plus de 15 compétitions. Après des  débuts décevants il figure souvent dans les places d'honneur :
- Le 2 mai 1898, 3e sur le circuit de 145 km à Périgueux.
- Le 24 mars 1899, 1er dans la course de côte Nice-La Turbie.
- Le 4 avril 1900, 2e sur le circuit de 150 km de Salon-de-Provence.
- Le 16 septembre 1900, les trois premières places dans la course Lissieu-Mâcon et retour, 100 km.
- Le 17 mars 1901, 1er dans la course Lyon-La Verpillière et retour, 100 km.
- Le 29 juillet 1901, 1er dans la course du kilomètre lancé à Lyon

### Innovations techniques

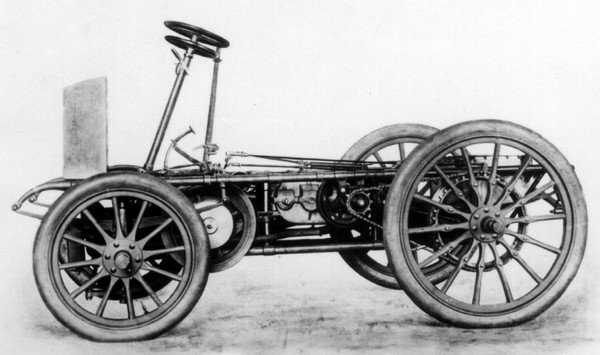
Châssis tubulaire, en 1898.

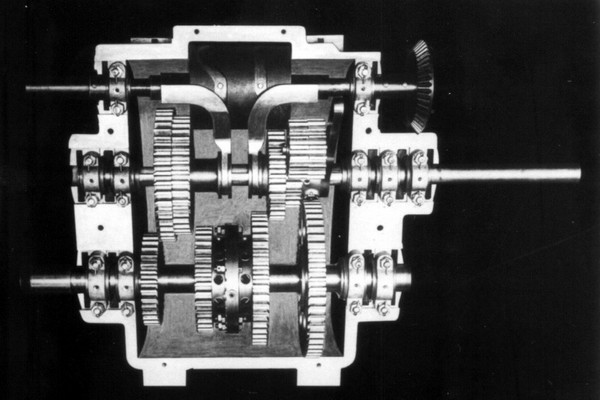
Boîte de vitesses sous carter étanche.

Certains des brevets déposés par Maurice Audibert couvrent des innovations techniques qui ont été ensuite adoptées par l'ensemble de l'industrie automobile pendant de longues années. Par exemple  dès 1898 il adopte le châssis rigide en tubes d'acier et la boîte de vitesses sous carter étanche.

### Cessation d'activité
Le succès ayant engendré un développement rapide, il devint nécessaire en 1901 de recapitaliser la société.
Et comme seulement 25 % du capital social avait été appelé, on fit naturellement appel aux actionnaires pour qu'ils tiennent leurs engagements. Hélas, au moment où c'était devenu nécessaire, les actionnaires réunis en assemblée générale, décidèrent « qu'il n'y avait pas lieu de continuer la fabrication de voitures automobiles compte tenu de la crise que traversait cette activité... ».
Ainsi, faute d'un minimum d'audace financière, l'entreprise fut stoppée en pleine croissance.
En 1902, les liquidateurs de la société cédèrent une partie des encours aux frères Voisin et les 3 000 m2 d'ateliers à un autre constructeur lyonnais Marius Berliet.

### Postérité
Il existe une rue Audibert et Lavirotte dans le 8e arrondissement de Lyon. Celle-ci longe le côté est du cimetière de la Guillotière.

## Collection
Il subsiste trois voitures parfaitement restaurées de la marque Audibert et Lavirotte. L'une est conservée au Musée Henri Malartre de Rochetaillée-sur-Saône près de Lyon, une autre appartient au musée automobile de la Sarthe au Mans et la troisième appartient à un collectionneur privé.

## Galerie

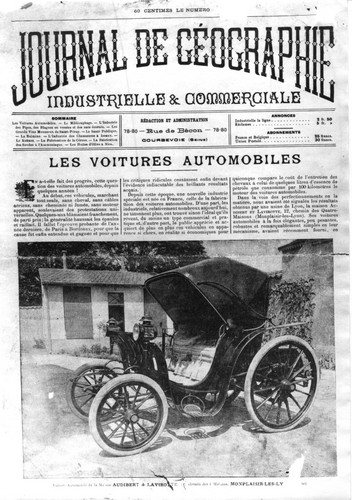
Le Journal de géographie, en décembre 1896.
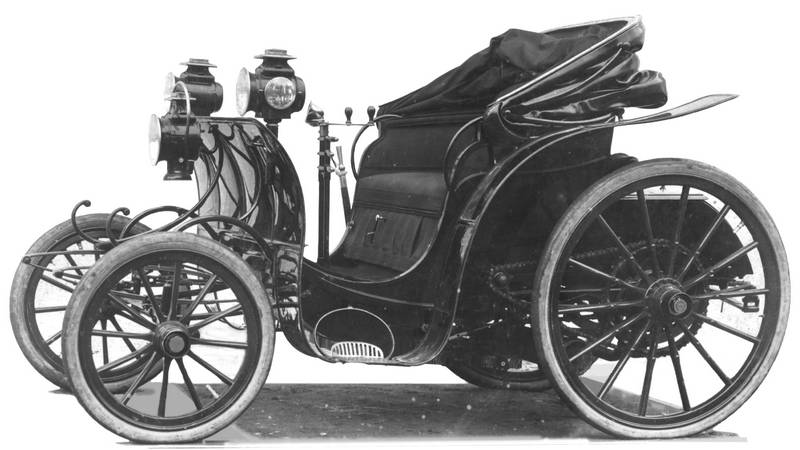
Audibert et Lavirotte 1896 : Duc 2 places.
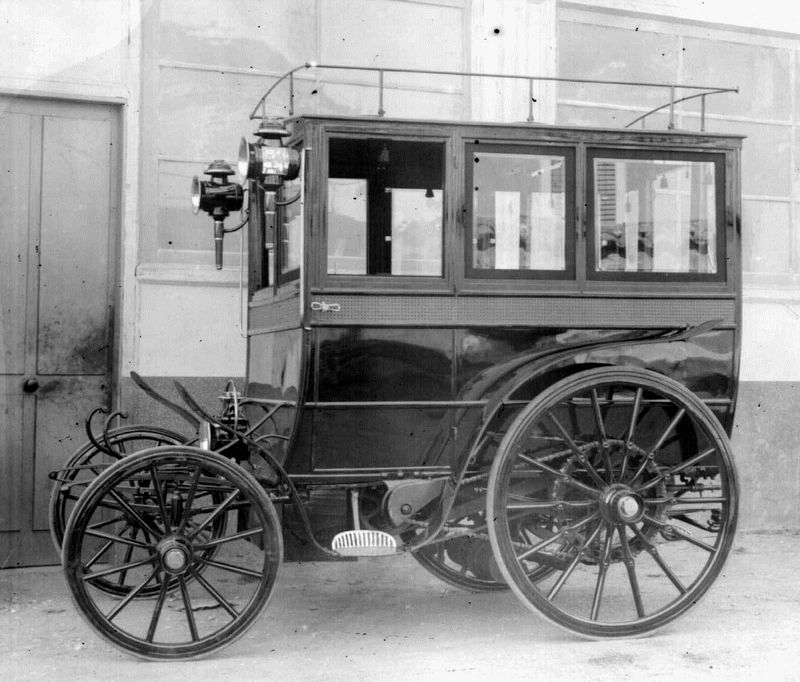
Audibert et Lavirotte 1896 : berline de voyage.
Audibert & Lavirotte 8HP Phaeton 1899.